# Захарія Сітчин
Заха́рія Сі́тчин (англ. Zecharia Sitchin, рос. Заха́рия Си́тчин; нар. 11 липня 1920, Баку — пом. 9 жовтня 2010, Нью-Йорк) — американський письменник, орієнталіст. Прихильник і популяризатор теорії палеоконтактів та інопланетного походження людини. Автор ідеї про вплив інопланетян з планети Нібіру на людську історію.

## Життєпис
Народився в Азербайджані, батько — Ісаак Сітчин, мати — Генія Сітчин. Виріс у Палестині, де вивчився на журналіста та працював за цією спеціальністю впродовж 1939—1952 років. Також служив у британському війську з 1940 по 1944 та ізраїльському в 1948—1949. У 1944—1949 також був помічником секретаря в міській раді Тель-Авіва, потім — секретарем, директором економічного департаменту. Отримав знання в галузі сучасного й стародавнього івриту, а також — інших семітських та європейських мов, Старого Заповіту, з історії та археології Близького Сходу. В 1941 одружився з Фрідою Регенбаум. У шлюбі народилося двоє дочок: Една та Елла.
Переїхавши до США, працював журналістом у Нью-Йорку в 1952—1966 роках. Далі — виконавчим директором американо-ізраїльської палати комерції та індустрії.
Прославився книгою «12-та планета» (1976), де виклав ідею про те, що стародавні міфи Межиріччя описують відвідання Землі інопланетянами.

## Головні ідеї
Захарія Сітчин трактував міфи стародавнього Шумеру й Аккаду як розповіді про відвідування Землі інопланетянами, знаними як аннунаки чи нефіліми. На його думку, вони жили на планеті Нібіру, що має дуже довгий період обертання навколо Сонця. Нібіру наближається до Землі кожні 3600 років. Населення Нібіру отримує тепло від внутрішнього розпаду радіоактивних ізотопів. Близько 450 тис. років тому аннунаки прибули на Землю (а саме в Перську затоку та Африку) задля видобутку мінералів і золота, потрібних для підтримання атмосфери рідної планети. Сітчин припускав, що розвідники та робітники згодом повстали проти важкої праці. Тому Енкі та Нінхурсаг створили за допомогою генної інженерії людей з Homo erectus, аби вони працювали замість аннунаків.
Після льодовикового періоду, що тривав між 200 тис. і 100 тис. років до н. е., частина аннунаків стала одружуватися людськими жінками, попри осуд Енліля — керівника місії на Землі. Керування містами було віддано нащадкам цих змішаних шлюбів, що спонукало Енліля до планів знищити людство, не попередивши про наближення Нібіру, що спричинить величезну припливну хвилю. Проте Енкі навчив людей, як врятуватися на підводному човні, після чого Енліль погодився дати людям знання землеробства.
Між кланами аннуанків відбувалися суперечки та війни, що зумовлювало переділ влади та будівництво нових міст. Близько 2024 року до н. е. аннунаки почали атомну війну, в результаті якої Шумер занепав, а інопланетяни покинули Землю.
На основі стародавніх міфів Сітчин запропонував власне відтворення історії Сонячної системи. Як він стверджував, супутник Нібіру в давнину зіткнувся з планетою Тіамат, яка оберталася між Марсом і Юпітером. Тіамат розкололася на дві частини, з однієї виник пояс астероїдів, з іншої утворилася Земля. Плутон, як припускав Сітчин, був супутником Сатурна, але гравітація Нібіру вивела його на нову орбіту.

## Доробок

### Публіцистика
- Дванадцята планета (The 12th Planet, 1976)
- Сходи в небо (The Stairway to Heaven, 1980)
- Війни богів і людей (The Wars of Gods and Men, 1985)
- Переглянуте походження: Чи запозичує сучасна наука стародавні знання? (Genesis Revisited: Is Modern Science Catching Up With Ancient Knowledge?, 1990)
- Загублені царства (The Lost Realms, 1990)
- Коли почався час (When Time Began, 1993)
- Космічний код (The Cosmic Code, 1998)
- Кінець днів: Армагеддон і пророцтва про Повернення (The End of Days: Armageddon and Prophecies of the Return, 2007)
- Божественні зустрічі: Довідник із видінь, янголів та інших посланців (Divine Encounters: A Guide to Visions, Angels and Other Emissaries, 1995)
- Експедиції хронік Землі (The Earth Chronicles Expeditions, 2004)
- Подорожі в міфічне минуле (Journeys to the Mythical Past, 2007)
- Довідник хронік Землі (The Earth Chronicles Handbook, 2009)
- Коли на Землі були гіганти: боги, напівбоги та предки людей: докази інопланетної ДНК (There Were Giants Upon the Earth: Gods, Demigods, and Human Ancestry: The Evidence of Alien DNA, 2010)

### Романи
- Втрачена книга Енкі: Спогади пророцтв позаземного бога (The Lost Book of Enki: Memoirs and Prophecies of an Extraterrestrial god, 2001)
- Цар, який відмовився помирати: Аннунаки в пошуках безсмертя (The King Who Refused to Die: The Anunnaki and The Search for Immortality, 2013)

### Фільми
- Чи самі ми у Всесвіті? (Are We Alone in the Universe?, 1978)
- Вечір із Захарією Сітчиним (An Evening with Zecharia Sitchin, 1997) — лекції та слайди.
- Розмова від душі! (A Talk From The Heart!, 2006) — лекції та слайди.
- Ознаки Повернення (Signs of the Return, 2009) — лекції та слайди.
- 2012 — кінець днів? (2012—the End of Days?, 2010) — лекції та слайди.
- Захарія в 90 — прощальний адрес (Zecharia at 90—Farewell Address), 2010 — лекція.

## Критика
Американський письменник і філософ Роберт Тодд Керролл у «Словнику скептика» характеризував книги Сітчина так: «І Сітчин, і Великовський дуже по-вченому пишуть про стародавні міфи, і обидва науково майже безграмотні. Як і фон Денікен і Великовський, Сітчин виплітає захопливу та цікаву історію з фактів, хибних уявлень, вигадок, припущень, невірних цитат і неправильного перекладу … Кожен з них майстер ігнорувати незручні факти, створювати таємниці там, де їх раніше не було, і пропонувати свої інопланетні гіпотези, щоб розгадати таємниці».
Британський історик і філософ Ієн Лоутон широко критикував Захарію Сітчина за слабкі та часто просто хибні обґрунтування ідеї про відвідання Землі в минулому інопланетянами. Він підкреслював, що Сітчин посилався на застарілі переклади, а не оригінальні тексти стародавніх творів; часто складається враження, що він взагалі не розумів, чим шумерська мова відрізняється від аккадської, трактуючи їхні слова на власний розсуд. Наприклад, слово «шем» («ім'я») шляхом голих міркувань пояснюється як «літальна машина» і з цього робиться висновок про використання інопланетянами чогось на кшталт ракети. У своїх працях Сітчин також ігнорує гравітаційний вплив одних планет на інші: так, Нібіру нібито загрожує Землі, проте чомусь ніяк не впливає на інші тіла Сонячної системи, що мало б бути добре помітно. В цілому Сітчин «робить незліченну кількість припущень, а неправильність будь-якого призведе до недійсності цілих розділів його роботи». Там, де є можливість різних трактувань стародавніх текстів і зображень, Сітчин обирає єдине і надалі дотримується його як єдиного правильного.
Американський дослідник східної міфології Крістофер Сайрен зауважував, що Сітчин приділяв надзвичайно багато уваги астрономічним основам шумерських і аккадських міфів, але практично повністю ігнорував географічні та суспільні реалії, відображені там. Також, за його спостереженням, Сітчин пише про глибокі знання шумерів з астрономії, мовляв, їм був відомий навіть Плутон у стародавні часи. Але при цьому шумери в інтерпретації Сітчина чомусь ніде не згадують Харон, Цереру, кільця Сатурна та інші досить великі об'єкти Сонячної системи.
Американський дослідник старозавітних текстів Майкл Гайзер оцінював творчість Сітчина: той називав себе знавцем шумерських писань, але справжнім науковцям очевидне його цілковите нерозуміння граматичних і словникових правил цієї мови; усі документи, що в нього були, — це диплом журналіста. Гейзер створив спеціальний сайт Sitchiniswrong.com, де розвінчував його ідеї.
Критика ідей Сітчина проводиться в документальному фільмі «Ancient Aliens Debunked» («Розвінчані стародавні прибульці»).

## Вплив
Припущення Сітчина про існування планети Нібіру суттєво посприяли віруванням у кінець світу, що нібито мав відбутися в 2012 році. Сам Сітчин вважав, що Нібіру досягне Землі на тисячу років пізніше.
Ідеї Сітчина лягли в основу сюжету фільму «Зоряна брама» (1994) режисера Ролана Еммеріха. Режисер Роберто Орсі надихався образом інопланетян-золотодобувачів при створенні фільму «Ковбої проти прибульців» (2011). Відеогра The Conduit (2009) про опір інопланетним загарбникам почерпнула концептуальні ідеї з праць Сітчина.
У 2000 році американський письменник-фантаст Лорін Морган-Річардс поставив виставу «ЕНКІ», засновану на книзі «Дванадцята планета».
Захарія Сітчин завдяки своїм працям став одним з найпопулярніших письменників з Азербайджану.